# Урас
У̀рас (на италиански: Uras; на сардински: Uras) е малко градче и община в Южна Италия, провинция Ористано, автономен регион и остров Сардиния. Разположено е на 23 m надморска височина. Населението на общината е 2980 души (към 2010 г.).